# KLM Cityhopper

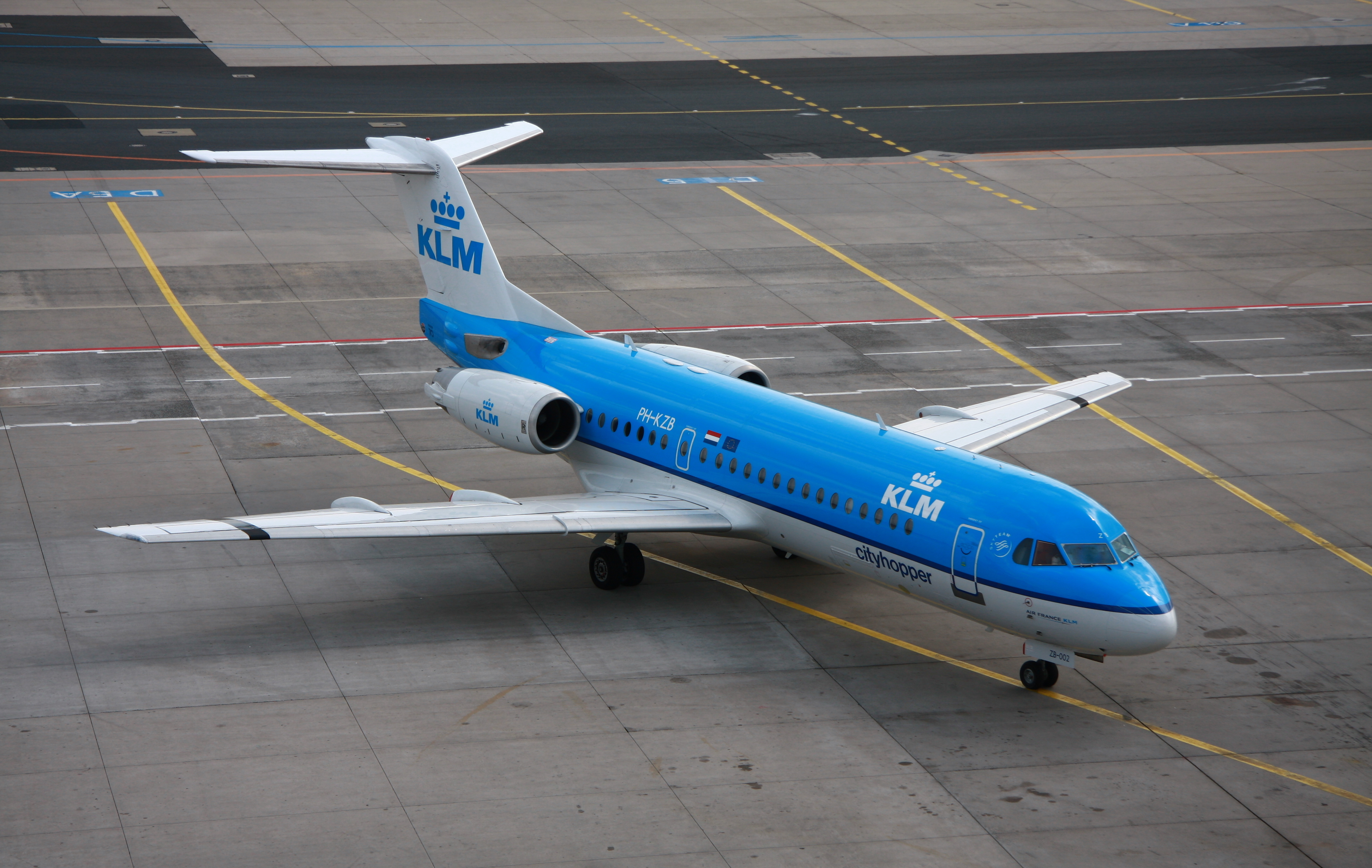
Fokker 70 авиакомпании KLM Cityhopper на рулении в международном аэропорте Франкфурта, 2009 год

KLM Cityhopper — нидерландская авиакомпания со штаб-квартирой в Харлеммермере, осуществляющая ближнемагистральные коммерческие авиаперевозки по аэропортам Европы. Является дочерним подразделением компании KLM и входит в холдинг авиаперевозчиков Air France-KLM.

## История
Авиакомпания была основана 1 апреля 1991 года в результате слияния небольших перевозчиков NLM CityHopper и Netherlines, начав операционную деятельность спустя несколько месяцев. В рамках программы реструктуризации KLM Dutch Airlines объединила к ноябрю 2002 года все собственные дочерние предприятия, работавшие на региональном уровне, под единый бренд KLM Cityhopper. Штат укрупнённой компании в марте 2007 года составил 910 сотрудников.

## Общие сведения
В маршрутную сеть KLM Cityhopper входят около 44 пунктов назначения, однако их число постоянно изменяется от сезона к сезону и в соответствии с политикой её родительской компании KLM Dutch Airlines.
Самолёты KLM Cityhopper окрашены в ливрею KLM Dutch Airlines с добавлением слова «Cityhopper» после логотипа со стилизованной короной, но с отсутствием знаков «The Flying Dutchman» и «Royal Dutch Airlines».
Авиакомпания использует пять полностью оснащённых баз лётного состава, которые перешли в её ведение после приобретения британского перевозчика Air UK, впоследствии интегрированного в структуру KLM Dutch Airlines. В этой связи в KLM Cityhopper в настоящее время работают несколько сотен сотрудников с британским подданством.
Несмотря на относительно небольшим размеры эксплуатируемых самолётов и в соответствие с политикой родительской компании пассажирские салоны лайнеров KLM Cityhopper сконфигурированы в двухклассной компоновке на всех рейсах, продолжительностью более 50 минут.

## Флот

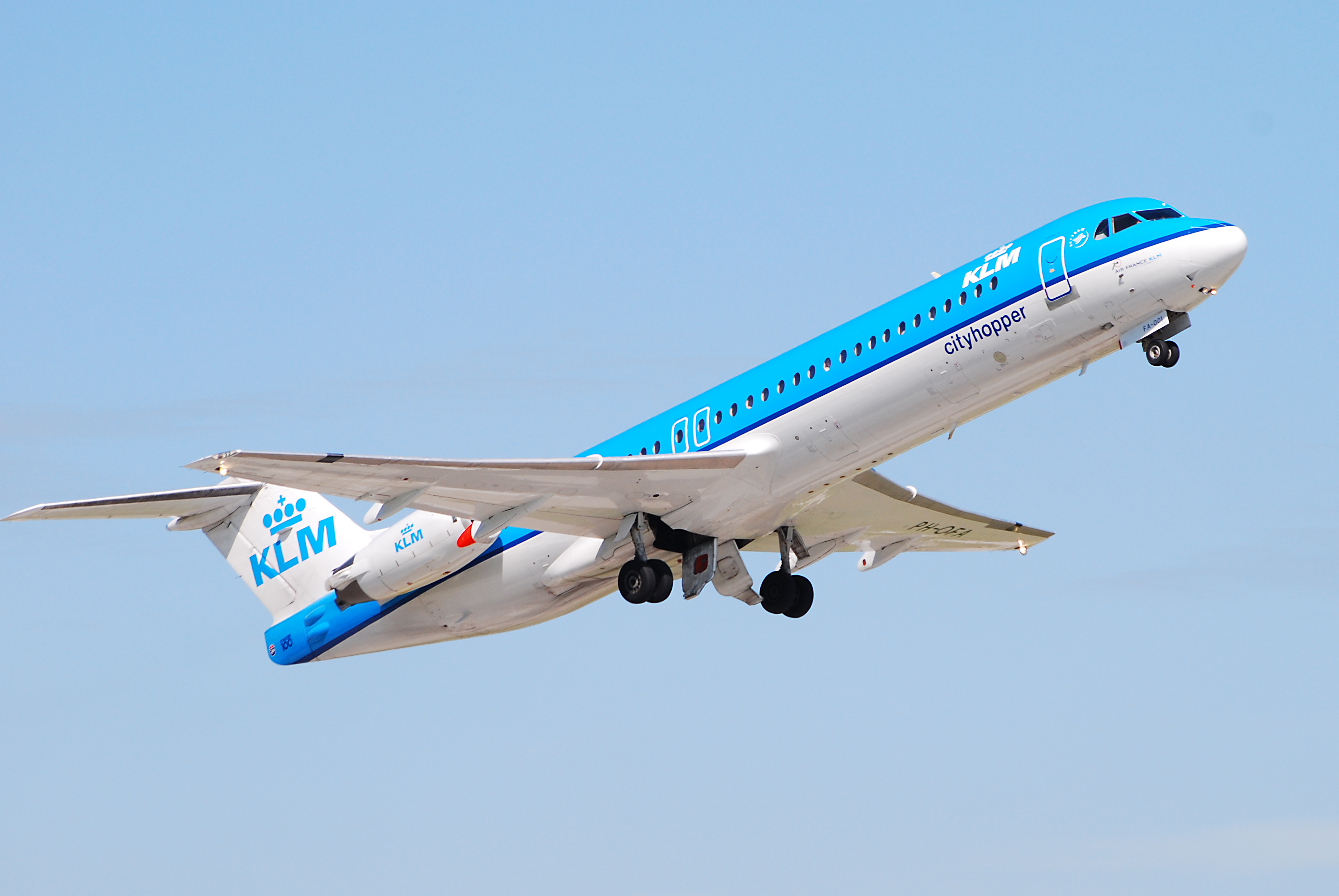
Fokker 100 авиакомпании KLM Cityhopper на взлёте из аэропорта Штутгарт, 2008 год

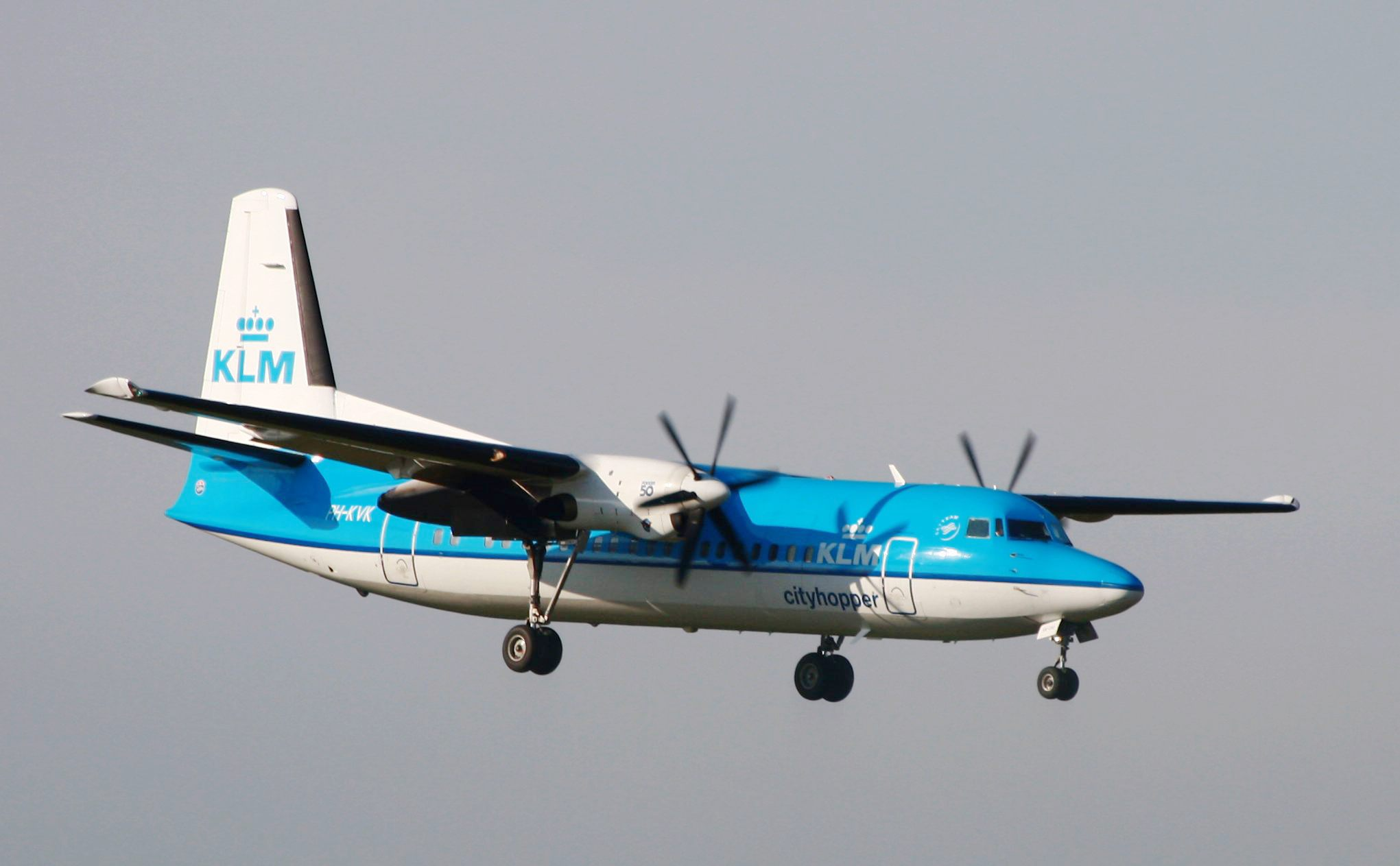
Посадка Fokker 50 KLM Cityhopper в аэропорте Кёльн/Бонн 2009 год

### Нынешний
В июле 2021 года флот KLM Cityhopper состоял из 53 самолетов, средний возраст которых 7,2 лет:
В 2017 году был совершён последний пассажирский рейс самолёта Fokker 70 по маршруту Амстердам — Лондон. Так завершилась 97-летняя история самолётов Fokker во флоте KLM Cityhopper.

### Бывший
- Fokker F27 Friendship
- Fokker F28 Fellowship
- Fokker 50
- Fokker 70
- Fokker 100
- Saab 340

## Авиационные происшествия и катастрофы
- 4 апреля 1994 года. Самолёт Saab 340 (регистрационный PH-KSH) выполнял регулярный рейс 433 из Амстердама в Кардифф. После вылета из аэропорта Схипхол произошло ложное срабатывание сигнализации о падении давления масла в одном из двигателей. На высоте 90 футов экипаж принял решение вернуться в аэропорт вылета, командир экипажа повёл самолёт на второй круг и дал полный газ одному двигателю, выключив при этом второй. Лайнер накренился вправо, задрал нос, потерял скорость и разбился, при этом 3 человека из 24 находившихся на борту погибли, ещё 9 получили серьёзные травмы. Основной причиной катастрофы названа ошибка пилотирования самолёта на одном двигателе при недостаточном опыте экипажа[8] .